# Neasden (metrostation)
Neasden is een station van de metro van Londen aan de Jubilee Line. Het metrostation, dat in 1880 is geopend, ligt in de wijk Neasden.

## Geschiedenis
Neasden werd op 2 augustus 1880 geopend als onderdeel van de verlenging van de Metropolitan Railway naar Harrow. Vlak ten westen van het station kwam ook een opstelterrein van de metropolitan Railway en in 1882 zelfs een fabriek voor rollend materieel. Dit geheel zou later uitgroeien tot het depot van de Metropolitan Line. Aanvankelijk heette het station Kingsbury & Neasden, toen besloten was tot de invoering van een sneldienst werd het in 1910 Neasden & Kingsbury en toen Kingsbury in 1932 een eigen metrostation kreeg verdween die buurt uit de naam van het station. Al in 1880 kende het station drie sporen wat voor een klein station ongebruikelijk is. De reden was dat veel stopdiensten niet verder naar het westen gingen dan Neasden en het betreffende materieel op het opstelterrein werd gestald. 
Na verdere verlengingen en vertakkingen in het westen werden tussen 1914 en 1916 twee extra sporen aangelegd om metro's uit het westen zonder stoppen tussen Harrow-on-the-Hill en Finchley road te laten rijden. Hierdoor konden de reistijden vanaf de verafgelegen stations aanvaardbaar blijven. In 1914 werd een derde perron gebouwd ten noorden van de bestaande. Spoor 4 is het stadinwaartse spoor van de sneldienst, spoor 5 is een kopspoor waar metro's uit het noorden, bijvoorbeeld Stanmore, binnenkwamen.  
Na de Eerste Wereldoorlog kwam de ontwikkeling van “metroland”, nieuwe woonwijken rond de verafgelegen stations, echt op gang met een toename van het aantal reizigers tot gevolg. De stijging van het aantal reizigers betekende dat bij Finchley Road een flessehals ontstond bij de ingang van de dubbelsporige tunnel onder de stad.  

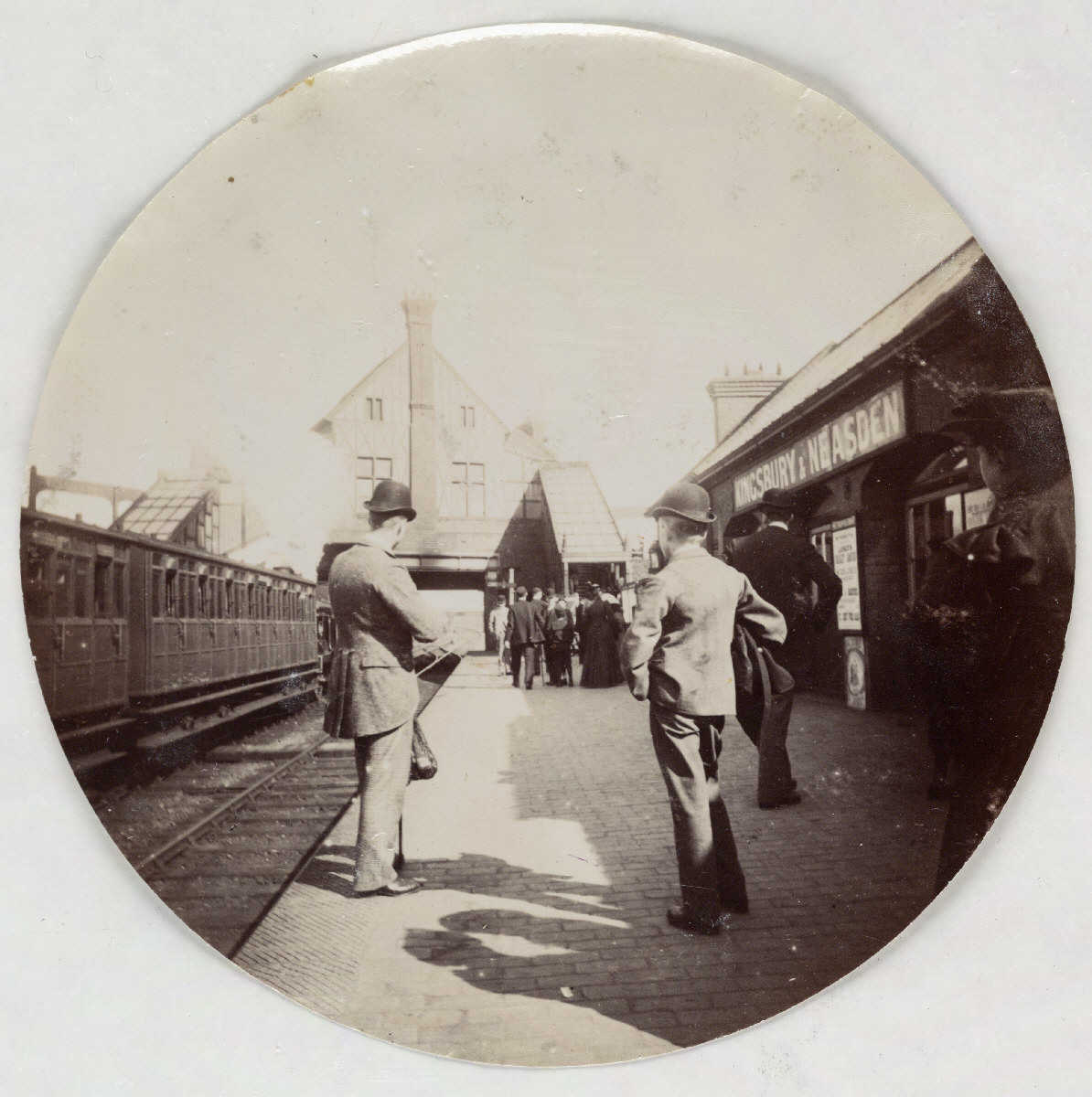
Kingsbury & Neasden in 1890 met het oorspronkelijke stationsgebouw boven de sporen
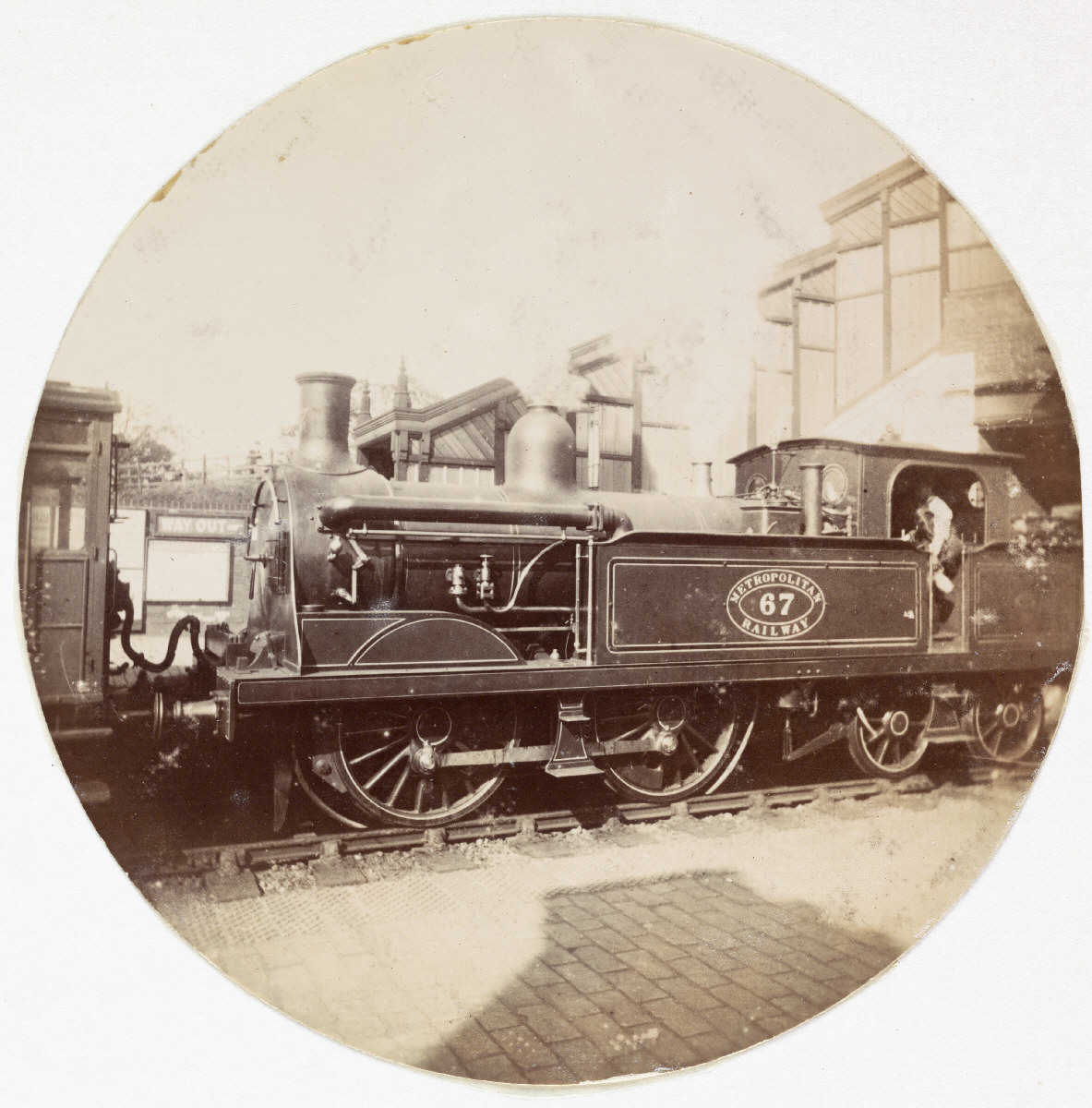
De stoommetro op 1 januari 1890 in Kingsbury & Neasden
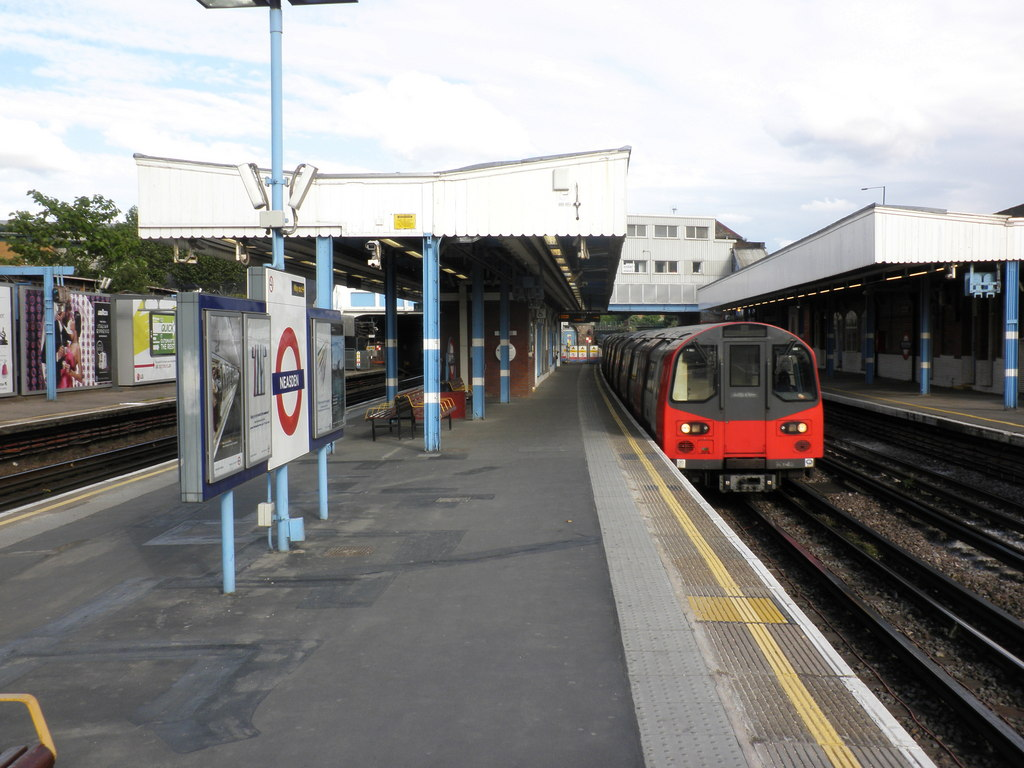
De perrons uit 1880 met kap en links uit 1914 zonder kap

## London Transport
Op 1 juli 1933 werden de metrolijnen in Londen, waaronder de Metropolitan Railway, genationaliseerd in London Transport zodat de metrolijnen in een hand kwamen. London Transport hernoemde de lijnen met de uniforme uitgang Line en besloot om een aftakking aan de Bakerloo Line te maken om de Metropolitan Line te ontlasten. De zijtak van de Bakerloo Line zou bestaan uit de stations van de stopdienst tussen Finchley Road en Wembley Park, twee nieuwe stations ten zuiden van Finchley Road en de in 1932 geopende aftakking naar Stanmore. De werkzaamheden begonnen in 1936, maar voor Neasden & Kingsbury betekende dit dat het eilandperron uit 1880 overging naar de Bakerloo Line terwijl het stationsgebouw en perrons onveranderd bleven. Op 20 november 1939 begon de dienst van de Bakerloo Line op de Stanmore-tak tussen Baker Street en Stanmore. Nadat de Stanmore-tak aan de Bakerloo Line was gekoppeld werd het perron langs spoor 5 weggehaald en sindsdien wordt het spoor daar gebruikt als keerspoor voor het depot. De Metropolitan Line stopte nog tot 7 december 1940 bij Neasden, maar sindsdien gebeurt dat slechts incidenteel. Op 1 mei 1979 werd de Stanmore-tak onderdeel van de Jubilee Line.     

## Ligging en inrichting
Het station ligt aan de Neasden Lane op het viaduct waar de laan de metro kruist. Het hoofdgebouw had een puntdak met schoorsteen boven de sporen en daarnaast stonden twee bijgebouwen waar de trappen naar de perrons uitkomen. Rond 1993 werd het station verbouwd waarbij het oorspronkelijke hoofdgebouw met krantenkiosk werd vervangen door een eenvoudige bakstenen constructie met een plat dak. Naast het loket zijn eind jaren negentig drie toegangspoortjes en een bagagedoorgang geplaatst en is er een winkel in het station gekomen. De stationshal is met trappen veronden met de zijperrons langs de sporen 1 en 4, en het eilandperron tussen de sporen 2 en 3. De sporen 2 en 3 worden in de normale dienst gebruikt door de Jubilee Line, de Metropolitan Line gebruikt de sporen 1 en 4 en stopt alleen tijdens evenementen en verstoringen langs deze perrons. Het eilandperron ligt zo hoog dat het zowel door tube metro's als door S-Stock gebruikt kan worden. Neasden is, samen met Baker Street en Willesden Green, een van de drie stations aan de noordwesttak van de Metropolitan Railway waar de perrongebouwen en kappen uit de negentiende eeuw nog intact zijn. In 2008 werd voorgesteld om ook de North & West London Light Railway bij het station te laten stoppen.

Stanmore ·
Canons Park ·
Queensbury ·
Kingsbury ·
Wembley Park ·
Neasden ·
Dollis Hill ·
Willesden Green ·
Kilburn ·
West Hampstead ·
Finchley Road ·
Swiss Cottage ·
St. John's Wood ·
Baker Street ·
Bond Street ·
Green Park ·
Westminster ·
Waterloo ·
Southwark ·
London Bridge ·
Bermondsey ·
Canada Water ·
Canary Wharf ·
North Greenwich ·
Canning Town ·
West Ham ·
Stratford